# Ipolytarnóc
Ipolytarnóc (Slowaaks Ipeľský Trnovec) is een plaats (község) en gemeente in het Hongaarse comitaat Nógrád. Ipolytarnóc telt 571 inwoners (2001).